# Brännvinsgölen
Brännvinsgölen är en sjö i Hylte kommun i Halland och ingår i Ätrans huvudavrinningsområde.
Bakgrunden till namnet anges ha två olika förklaringar. Den ena är att en bonde körde ett lass med en stor brännvinskagge. Vid gölen välte lasset och brännvinet rann ut. En annan berättelse som är vanligare handlar om en präst. På sin färd mellan Krogsereds kyrka och Drängsereds kyrka skall prästen enligt sägnen ha stannat vid gölen för att inta sin sup vid det som därefter kom att kallas för Brännvinsgölen.
Brännvinsgölen ligger intill Hallandsleden.